# ORLAN
Orlan, pseudonimo di Mireille Suzanne Francette Porte (Saint-Étienne, 30 maggio 1947) è una performance artist francese, esponente della Body Art e nota per le sue ricerche post-organiche.

## Biografia
Iniziò il suo percorso nel 1964 come artista e performer. Dal 1978 al 1982 ha organizzato l'International Symposium of Performance di Lione Nel 1984 diviene docente presso la Scuola nazionale di belle arti di Digione. Dal 1986 al 1993 si sottopone ad una serie di operazioni chirurgiche documentate in video, utilizzando il tavolo operatorio come atelier per delle performance chirurgiche. Sottopostasi a diverse operazioni chirurgiche, ha modificato il suo aspetto, con l'aggiunta di protesi facciali, quali corna, riprendendo le fasi mediche in video e conservando i resti organici prodotti dalle operazioni stesse, inserendoli in appositi contenitori definiti "reliquiari".
Le sue opere sono conservate in collezioni pubbliche e private quali quelle del Centro Georges Pompidou di Parigi, Los Angeles County Museum of Art, il Getty Museum di Los Angeles. Artista estrema, ha scelto il proprio corpo come materiale da plasmare e modellare alla ricerca dell'ideale di bellezza, che l'artista raffigura nell'idealizzazione classica della bellezza femminile. Nel 2003 il ministro della cultura Jean-Jacques Aillagon le ha conferito il titolo di cavaliere dell'Ordre des arts et des lettres, mentre nel 2010 diventa cavaliere dell'Ordine nazionale al merito. Nel giugno del 2013 accusa la cantante statunitense Lady Gaga di averle plagiato gli impianti chirurgici nel video di Born This Way e chiede il risarcimento alla Universal per 31,5 milioni di dollari e l'oscuramento del video stesso. Il 7 luglio 2016 Lady Gaga vince la causa contro l'artista la quale deve pagare un risarcimento di 20.000 euro alla cantante.